# کریس تامپسون (بازیکن فوتبال، زاده ۱۹۶۰)
کریس تامپسون (انگلیسی: Chris Thompson; ۲۴ ژانویهٔ ۱۹۶۰ – ۵ ژوئن ۲۰۱۲) بازیکن فوتبال اهل بریتانیا بود.
از باشگاه‌هایی که در آن بازی کرده است می‌توان به باشگاه فوتبال بولتون واندررز، باشگاه فوتبال کاردیف سیتی، باشگاه فوتبال والسال، باشگاه فوتبال ویگان اتلتیک، باشگاه فوتبال بلکبرن روورز، باشگاه فوتبال لینکولن سیتی، و باشگاه فوتبال بلکپول اشاره کرد.